# دقه لحمرين (حالمين)

تعديل مصدري - تعديل

دقه لحمرين هي إحدى قرى عزلة حبيل الريدة بمديرية حالمين التابعة لمحافظة لحج، بلغ تعداد سكانها 62 نسمة حسب تعداد اليمن لعام 2004.